# Limnophila woodiana
Limnophila woodiana är en tvåvingeart som beskrevs av Alexander 1964. Limnophila woodiana ingår i släktet Limnophila och familjen småharkrankar. Inga underarter finns listade i Catalogue of Life.